# Anne Haney
Pour les articles homonymes, voir Haney.
Anne Haney est une actrice américaine, née le 4 mars 1934 à Memphis, dans le Tennessee, et morte des suites d'une insuffisance cardiaque le 26 mai 2001 à Studio City, en Californie (États-Unis).

## Biographie
Haney a commencé sa carrière en 1970 en tournant des publicités pour la télévision et en jouant dans des pièces de théâtre à Atlanta, Jacksonville et Norfolk  dans l'état de Virginie. 
Anne Haney a déménagé à Hollywood à la suite de la mort de son époux en 1980.
Haney était principalement reconnue pour son rôle dans Mrs. Doubtfire. Elle est également apparue dans de très nombreuses séries télévisées dans les années 80 et 90 : Incorrigible Cory, Cheers, Columbo, Les Craquantes, Urgences, NYPD Blue, Ally McBeal...

## Filmographie
- 1978 : Summer of My German Soldier (TV) : Mrs. Benn
- 1980 : The Gold Bug (TV) : Jessica Bessop
- 1980 : Jeux d'espions (Hopscotch) : Mrs. Myerson
- 1980 : The Mating Season (TV) : Elizabeth
- 1981 : Shérif, fais-moi peur (Dukes of Hazzard), saison 3, épisode 15 Mon fils Bo Hogg : C. V. Gumble
- 1981 : When the Circus Came to Town (TV) : Blossom
- 1981 : The Night the Lights Went Out in Georgia : Serveuse
- 1981 : Big Bend Country (TV) : Minerva Purdy
- 1981 : The Children Nobody Wanted (TV) : Mrs. Lightheart
- 1982 : Marian Rose White (TV) : Sœur Agatha
- 1982 : Making Love, d'Arthur Hiller : Lila
- 1982 : Some Kind of Hero : Monica Lewis, l'amie de Jesse
- 1982 : The Adventures of Pollyanna (TV) : Miss Louella Best
- 1982 : Frances : Coiffeuse
- 1982 : Cheers (TV), S1E10 : Miss Gilder
- 1983 : Independence Day de Robert Mandel : Rose Parker
- 1983 : The Invisible Woman (TV) : Mrs. Van Dam
- 1983 : Osterman week-end (The Osterman Weekend) : Mariée
- 1984 : Celebrity (feuilleton TV) : Millie
- 1984 : Pulsions sauvages (Impulse) : Mrs. Piersall
- 1984 : La Nuit où l'on a sauvé le père Noël (The Night They Saved Christmas) (TV) : Hedda
- 1985 : L'Ange du mal (en) (The Bad Seed) (TV) : Alice Fern
- 1985 : Malice in Wonderland (TV) : Secrétaire de Dema
- 1985 : Lime Street (en) (série TV) : Evelyn Camp
- 1986 : La Dernière Passe (The Best of Times) : Marcy
- 1986 : Justice aveugle (en) (Blind Justice) (TV) : Mère de Jim
- 1986 : The Thanksgiving Promise (en) (TV) : Mrs. Sudsup
- 1986 : Le Cadeau de Noël (en) (The Christmas Gift) (TV) : Clara Huckle
- 1987 : LBJ: The Early Years (TV) : Mère de Lyndon
- 1987 : Les Roses rouges de l'espoir (Roses Are for the Rich) (TV) : Tante Molly
- 1987 : Celebration Family (TV) : Juge Gelson
- 1987 : Cold Steel : Sur le fil du rasoir (Cold Steel) de Dorothy Ann Puzo : Anna Modine
- 1988 : Elvis and Me (TV) : Grandma Minnie Mae Presley
- 1990 : Columbo (saison 9, épisode 3 : Votez pour moi) : Louise
- 1991 : Jailbirds (en) (TV) : Haydee
- 1991 : Plymouth (TV) : Emily
- 1991 : K-9000 (en) (TV) : Mrs. Wiffington
- 1992 : In My Daughter's Name (TV)
- 1992 : Contamination mortelle (Condition: Critical) (TV) : Mrs. Yarkovich
- 1993 : Manipulation meurtrière (Telling Secrets) (TV) : Grace Jefferson
- 1993 : Star Trek: Deep Space Nine (TV), Episode 8 : Juge Els Renora
- 1993 : George (série TV) : Juanita
- 1993 : Madame Doubtfire (Mrs. Doubtfire) : Mrs. Sellner
- 1994 : Star Struck (TV)
- 1994 : Retour vers le passé (Take Me Home Again) (TV) : Tante Emma
- 1995 : Le Président et Miss Wade (The American President) : Mrs. Chapil
- 1996 : Mother d'Albert Brooks : Helen
- 1997 : Menteur, menteur (Liar Liar) : Greta
- 1997 : Leaving L.A. (en) (série TV) : Martha Hayes
- 1997 : Un nouveau départ (Changing Habits) : Sister Humiliata
- 1997 : Minuit dans le jardin du bien et du mal (Midnight in the Garden of Good and Evil) : Margaret Williams
- 1998 : La Conscience tranquille (en) (The Lesser Evil) : Mère de Derek
- 1998 : Little Girl Fly Away (TV) : Ethel Brock
- 1998 : Psycho : Mrs. Eliza Chambers
- 1999 : Un vent de folie (Forces of Nature) : Emma
- 1999 : Escapade à New York (The Out-of-Towners) : Femme dans la salle de bain
- 2000 : Charmed : Tante Gail (saison 2)